# Primarias presidenciales del Partido Republicano de 2020
Las Primarias presidenciales del Partido Republicano de 2020 serán una serie de elecciones que se celebrarán en muchos estados de EE. UU., el Distrito de Columbia y cinco territorios de Estados Unidos. Estos eventos elegirán la mayoría de los 2,550 delegados que enviarán a la Convención Nacional Republicana de 2020. Los delegados de la convención nacional votarán, por boleta, para seleccionar el candidato del partido republicano para las elecciones presidenciales de Estados Unidos de 2020. Los delegados también aprueban la plataforma del partido y la vicepresidencia.
En febrero de 2019, el Comité Nacional Republicano votó para prestar apoyo incondicional al presidente titular, Donald J. Trump. Los comités estatales de Kansas, Carolina del sur y Nevada decidieron a principios de septiembre de 2019 cancelar sus elecciones primarias y asambleas.  El partido republicano de Arizona, el 9 de septiembre, también canceló su primaria. El 21 de septiembre, el partido republicano de Alaska canceló su primaria. El presidente del Comité Republicano del estado de Nevada dijo que el comité se reuniría el 23 de febrero de 2020 y asignarían la totalidad de sus delegados al presidente Trump.

## Candidatos
Numerosos expertos, periodistas y políticos especularon que el presidente Donald J. Trump podría enfrentar un importante retador republicano primario en 2020 debido a su histórica impopularidad en las encuestas, su supuesta asociación con acusaciones de interferencia rusa en las elecciones de 2016 en Estados Unidos, su juicio político y su apoyo a políticas impopulares.
Después de volver a inscribirse como republicano en enero de 2019, el exgobernador republicano de Massachusetts y candidato a la vicepresidencia libertaria de 2016 Bill Weld anunció la formación de un comité exploratorio presidencial de 2020 el 15 de febrero de 2019. Weld anunció su candidatura presidencial 2020 el 15 de abril de 2019. Weld es considerado un retador a largo plazo debido a la popularidad de Trump entre los republicanos; además, las opiniones de Weld sobre los derechos al aborto, el matrimonio gay, la legalización de la marihuana y otros problemas entran en conflicto con las posiciones conservadoras.
Joe Walsh fue un fuerte partidario de Trump en 2016, pero gradualmente se volvió crítico con el presidente. El 25 de agosto de 2019, Walsh declaró oficialmente su candidatura contra Trump, llamando a Trump un "estafador inadecuado".
En 2017, hubo rumores de un posible boleto bipartidista que consistía en el gobernador republicano de Ohio y candidato presidencial de 2016 John Kasich y el gobernador demócrata de Colorado John Hickenlooper. Kasich y Hickenlooper negaron esos rumores. En noviembre de 2018, sin embargo, Kasich afirmó que estaba "muy en serio" considerando una candidatura a la Casa Blanca en 2020. En agosto de 2019, indicó que no veía un camino para ganarse a Trump en una primaria republicana en ese momento, pero que su opinión podría cambiar en el futuro.
El exgobernador de Carolina del Sur y exrepresentante de los Estados Unidos Mark Sanford declaró oficialmente su candidatura el 8 de septiembre, pero suspendió su campaña el 12 de noviembre de 2019.
Algunos críticos prominentes de Trump dentro del Partido Republicano, incluida la candidata presidencial de 2016 Carly Fiorina, el exsenador estadounidense Jeff Flake, el gobernador de Maryland Larry Hogan y el exgobernador de Massachusetts y actual senador estadounidense Mitt Romney, han dicho que no se postularán para presidente en 2020.

#### Candidatos principales
Los candidatos en esta sección han ocupado cargos públicos y/o han sido incluidos en un mínimo de cinco encuestas nacionales independientes.
     Individuo que ha formado un comité exploratorio pero no ha oficialmente anunciado su candidatura
| Nombre             | Nacimiento                                           | Cargos actuales o anteriores                                                                | Estado     | Anunciado | Ref    |
| ------------------ | ---------------------------------------------------- | ------------------------------------------------------------------------------------------- | ---------- | --- | ------ |
| Donald J. Trump    | 14 de junio de 1946 (79 años) Nueva York, Nueva York | Presidente de los Estados Unidos desde 2017 Candidato a la presidencia en el 2020           | Florida    | Candidatura anunciada: 18 de enero de 2017 (informal) 18 de junio de 2019 (oficial) (Campaña • Website) FEC Filing | [ 16 ] |
| Roque De La Fuente | 10 de octubre de 1954 (70 años) San Diego            | Empresario Desarrollador de bienes raíces Nominado presidencial del Partido Reformista 2016 | California | Candidatura anunciada: 16 de mayo de 2019 (Campaña • Website                                                       | [ 17 ] |

Además de los principales candidatos, más de 150 personas que no han cumplido con los criterios anteriores para ser consideradas importantes se han presentado ante la Comisión Electoral Federal para postularse a la presidencia en las primarias del Partido Republicano 2020. Otros candidatos notables que no han suspendido sus respectivas campañas incluyen:

#### En la boleta electoral en uno o más estados
- Bob Ely, inversor[19]
- Zoltan Istvan, activista transhumanista[20]

### Suspendido durante las primarias
El candidato en esta sección fue un candidato importante que retiró o suspendió su campaña durante las elecciones primarias republicanas de 2020.
| Nombre    | Nacimiento                                                   | Cargos actuales o anteriores | Estado        | Anunciado | Ref    |
| --------- | ------------------------------------------------------------ | --- | ------------- | --- | ------ |
| Bill Weld | 31 de julio de 1945 (79 años) Smithtown, Nueva York          | Gobernador de Massachusetts (1991–1997) Candidato Libertario para vicepresidente en 2016 Candidato republicano para el senado en 1996 | Massachusetts | Comité formado: 15 de febrero de 2019 Candidatura anunciada: 15 de abril de 2019 (Campaña • Website)                  | [ 23 ] |
| Joe Walsh | 27 de diciembre de 1961 (63 años) North Barrington, Illinois | Representante por Illinois (2011–2013)                                                                                                | Illinois      | Candidatura anunciada: 25 de agosto de 2019 (Campaña • Website Archivado el 25 de agosto de 2019 en Wayback Machine.) | [ 24 ] |

### Suspendido antes de las primarias
| Nombre       | Nacimiento                                            | Cargos actuales o anteriores                                                                         | Estado           | Anunciado | Ref           |
| ------------ | ----------------------------------------------------- | --- | ---------------- | --- | ------------- |
| Mark Sanford | 28 de mayo de 1960 (65 años) Fort Lauderdale, Florida | Gobernador de Carolina del Sur (2003-2011) Representante por Carolina del Sur (1995-2001; 2013-2019) | Carolina del Sur | Candidatura anunciada: 8 de septiembre de 2019 Campaña suspendida: 12 de noviembre de 2019 (Campaña • Website) | [ 25 ] [ 26 ] |

## Resultados

### Iowa
|  | 97.1 % |

|  | 1.3 % |

|  | 1.1 % |

|  | 0.5 % |

### Nuevo Hampshire
|  | 85.55 % |

|  | 9.09 % |

|  | 5.36 % |

### Alabama
|  | 96.20 % |

|  | 1.50 % |

|  | 2.30 % |

### Arkansas
|  | 97.10 % |

|  | 2.10 % |

|  | 0.80 % |

### California
|  | 92.15 % |

|  | 2.72 % |

|  | 2.66 % |

|  | 2.47 % |

### Carolina del Norte
|  | 93.50 % |

|  | 2.50 % |

|  | 2.10 % |

|  | 1.90 % |

### Colorado
|  | 92.28 % |

|  | 4.16 % |

|  | 3.56 % |

### Maine
| Primarias de Maine     | Primarias de Maine     | Primarias de Maine     | Primarias de Maine     | Resultados | Resultados     | Resultados |
| Candidato              | Candidato              | Candidato              | Partido                | Votos      | Porcentaje     | Delegados  |
| ---------------------- | ---------------------- | ---------------------- | ---------------------- | ---------- | -------------- | ---------- |
| Donald J. Trump        |                        | Donald J. Trump        | Republicano            | —          | \| \| 100 % \| | 22/22      |
| Total de votos válidos | Total de votos válidos | Total de votos válidos | Total de votos válidos |            | —              | 22         |
| 3 de marzo de 2020     |                        |                        |                        |            |                |            |
| [ 35 ]                 |                        |                        |                        |            |                |            |
|                        | 100 %                  |                        |                        |            |                |            |

### Massachusetts
|  | 87.70 % |

|  | 9.33 % |

|  | 1.41 % |

### Minnesota
| Primarias de Minnesota | Primarias de Minnesota | Primarias de Minnesota | Primarias de Minnesota | Resultados | Resultados     | Resultados |
| Candidato              | Candidato              | Candidato              | Partido                | Votos      | Porcentaje     | Delegados  |
| ---------------------- | ---------------------- | ---------------------- | ---------------------- | ---------- | -------------- | ---------- |
| Donald J. Trump        |                        | Donald J. Trump        | Republicano            | —          | \| \| 100 % \| | 39/39      |
| Total de votos válidos | Total de votos válidos | Total de votos válidos | Total de votos válidos |            | —              | 39         |
| 3 de marzo de 2020     |                        |                        |                        |            |                |            |
| [ 37 ]                 |                        |                        |                        |            |                |            |
|                        | 100 %                  |                        |                        |            |                |            |

### Oklahoma
|  | 92.60 % |

|  | 3.72 % |

|  | 3.67 % |

### Tennessee
|  | 96.52 % |

|  | 1.05 % |

|  | 2.43 % |

### Texas
|  | 94.10 % |

|  | 1.60 % |

|  | 0.80 % |

### Utah
|  | 87.80 % |

|  | 6.87 % |

|  | 5.34 % |

### Vermont
|  | 87.70 % |

|  | 10.4 % |

|  | 0.90 % |

## Debates
El Comité Nacional Republicano (RNC) no ha hecho planes para organizar ningún debate primario oficial. El 3 de mayo de 2018, el partido votó a favor de eliminar su comité de debate, que, según CNN, sirvió como "una advertencia a los posibles rivales republicanos del presidente Donald J. Trump sobre su fuerte apoyo entre los leales al partido". Trump ha rechazado cualquier interés en participar en cualquier debate primario, diciendo que "no estaba buscando dar [oponentes] ninguna credibilidad". Los debates entre los desafiantes se han programado sin la participación del RNC.
Business Insider organizó un debate el 24 de septiembre con dos de los principales desafíos de Trump. Tuvo lugar en la sede del medio de noticias en la ciudad de Nueva York, y fue organizado por el CEO de Business Insider, Henry Blodgett, el editor de política Anthony Fisher y la columnista Linette López. Walsh y Weld acordaron asistir, pero Sanford tuvo un conflicto de programación y finalmente se negó.También se envió una invitación al presidente, pero también se negó.
Politicon sostuvo un debate entre Sanford, Walsh y Weld el 26 de octubre en su convención de 2019 en Nashville, Tennessee y Forbes también mantuvo un debate entre los tres el 28 de octubre en su Under 30 Summit en Detroit, Michigan.
Tanto Walsh como Weld han participado en algunos foros demócratas.